# 制御性T細胞
制御性T細胞（せいぎょせいTさいぼう、英: regulatory T cell, Treg、Tレグ細胞、Tレグ、調節性T細胞とも）は、免疫応答の抑制的制御（免疫寛容）を司るT細胞の一種。免疫応答機構の過剰な免疫応答を抑制するためのブレーキ（負の制御機構）や、免疫の恒常性維持で重要な役割を果たす。
制御性T細胞の発生には、Foxp3誘導のほか、それとは別系統のTCR刺激によるDNAの配列変化を伴わない遺伝子機能の変化（エピジェネティクス参照）により、T細胞が制御性T細胞に分化すると考えられる。

## 概要
1971年リチャード・ガーションらはT細胞の移入により免疫寛容を引き起こすことができることを明らかにし、このT細胞サブセットを「抑制性T細胞」と名付けた。この時点において「抑制性T細胞」とは単なる概念に過ぎず、存在の確認はされていなかった。
1995年には京都大学の坂口志文らのマウス実験によってインターロイキン-2受容体α鎖であるCD25分子を発現するCD4 T細胞をマウスから除去すると自己免疫疾患がその異常マウスに多発することから、つまりCD4 T細胞が自己免疫疾患を抑制する機能を有することが明らかにされた。このCD4+CD25+T細胞は抑制性T細胞の中でも区別して「CD4+CD25+Treg」と呼ばれるようになった。はじめはCD4およびCD25をCD4+CD25+Tregのマーカーとして用いていたが、いずれもこの細胞に特異的なものではなくマーカーとして用いるには問題があった。
その後転写因子であるFoxp3がCD4+CD25+Tregにおける特異的分子マーカーであると共にTreg分化のマスター遺伝子であることが明らかになるなど急速に研究が進展した。近年ではCD4+CD25+Tregの他にもいくつかのサブセットがあることが分かっている。Tregは内在性T細胞（英: Naturally Occurring Regulatory T cell, nTreg）と、ナイーブCD4陽性T細胞から分化させる自己認識能の低い誘導性T細胞（英: Inducible Regulatory T cell, iTreg）に大きく二つに分類される。
内在性Tregは胸腺内において自己反応性T細胞と共に産生される。一方、誘導性TregはTGF-βの存在下における抗原刺激により末梢血中のナイーブT細胞から分化誘導され、いずれも免疫寛容の機構に関与している。
両者の最大の差異は、T細胞受容体の抗原特異性と、Foxp3発現の安定性であり、Foxp3発現が誘導性T細胞で不安定なのは遺伝子のエピジェネティックな制御の違いによるのではないかと推察されている。

## 分類・機能
T細胞を傷つけようとして弱い放射線照射をしたり、胸腺を摘出すると、動物実験ではたまに抗体の産生が却って強化される事があるが、これは制御性T細胞が除去された結果によるものとされる。
免疫系の機能は自己と非自己を区別して非自己を排除することであり、免疫系の過剰な働きによって生じる自己反応性によって自己免疫疾患に陥る。制御性T細胞は免疫系の崩壊を抑制し、免疫異常から生体を守っている。また、制御性T細胞は自己免疫のみでなく炎症や腫瘍免疫、感染免疫などについても抑制作用を示すことが明らかになっている。制御性T細胞が免疫抑制作用を発現するメカニズムは未だ十分に明らかになってはいないが、細胞同士の直接的な相互作用あるいは抑制的サイトカインであるTGF-βおよびIL-10の放出によると考えられている。制御性T細胞のサブセットの代表的なものとしては以下のようなものが知られている。

### 内在性Treg
- Foxp3+CD25+Treg
- NKT細胞（Natural Killer T細胞）
- CD8+CD122+Treg

### 誘導性Treg
- Foxp3+Treg
- タイプI Treg（Tr1）
- Qa-1a拘束性CD8+Treg

## 発生・分化機構
胸腺で分化した新生T細胞は未熟な状態であり、CD4抗原もCD8抗原もなければ（ダブルネガティブ、DN）T細胞受容体（TCR）も有していない。DN細胞はを経てCD4+CD8+T細胞（ダブルポジティブ（DP）細胞）を経てCD8+シングルポジティブ（SP）細胞へと分化していく。これらの過程中においてTCR遺伝子の再編成が行われ、TCRの多様性の形成が行われていくが、中には自己抗原に対して反応性を示すものも産生され自己免疫疾患に陥る可能性がある。そのためこれらのクローンを除去するためにポジティブセレクションおよびネガティブセレクションと呼ばれる、いわば適切なT細胞のみを分化させるためにふるいにかけるようなことが行われる。ポジティブセレクションは胸腺の皮質で行われ、CD4+CD8+T細胞の中から外来性抗原に対して反応性を持つTCRを有するものを選別する機構である。一方、ネガティブセレクションとは自己抗原に対して反応性を持つ細胞を選別する反応であり、ネガティブセレクションを受けた細胞はアポトーシス（自発的細胞死）に導かれこの段階で通常脱落していく。制御性T細胞もそのほかのT細胞と同様に独立した系列として胸腺内で分化していくと考えられている。
未成熟T細胞は胸腺上皮細胞による自己抗原の提示を受けてFoxp3を発現し、CD4+CD25+Tregへと分化が誘導されることが知られている。Foxp3はIPEX（Immune dysregulation, Polyendocrinopathy, Enteropathy, X-linked）症候群患者およびscurfyマウスにおける自己免疫疾患の原因遺伝子として同定された。Foxp3はFoxp3+CD25+Tregへの分化およびその機能に関与する遺伝子である。一方、末梢においてもTGF-βの刺激を受けることによってFoxp3の発現が誘導されることが報告されており、IL-6とTGF-βの共刺激によってTh17細胞への分化が促進されてしまうためにTregへの分化は抑制される。